# عبد كاظم (لاعب كرة قدم عراقي)
عبد كاظم (1 يناير 1942 - 5 يناير 2005) هو لاعب كرة قدم عراقي سابق ، كان يلعب في خط الدفاع، لعب للمنتخب العراقي في نهائيات كأس آسيا عام 1972، لعب بين عامي 1965 و1974. حيث قاد المنتخب الوطني العراقي لأول مرة في تصفيات كأس العالم. وحصل على لقب افضل لاعب عراقية لسنة 1973 ، وافضل مدافع في تصفيات كاس العالم 1974 . 

## روابط خارجية
- https://web.archive.org/web/20120425131808/http://www.palmoon.net/7/topic-4154-8.html
- http://forum.kooora.com/f.aspx؟t=28582596